# Bill Davis
William Grenville Davis (Brampton, Ontario, 30 de julio de 1929-ib., 8 de agosto de 2021), más conocido como Bill Davis, fue un político canadiense perteneciente al Partido Progresista Conservador de Ontario. Fue miembro de la Asamblea Legislativa de Ontario desde 1960 hasta 1985 y primer ministro de Ontario desde 1971 hasta 1985.